# ホイッグ党 (アメリカ)
アメリカ史におけるホイッグ党（ホイッグとう、英語: Whig Party）とは、アメリカ合衆国にかつて存在した政党。第7代大統領アンドリュー・ジャクソン及び民主党の政策について「専制的であり、近代化に対する反動である」として反対し、大統領に対する議会の優越、社会や金融の近代化、保護貿易による国民経済活性化などを実現するために結成された。ホイッグという名は、アメリカ独立革命の際の独立派（パトリオット）が、反王政派である自らを呼ぶのに使っていた名であり、イギリスのホイッグ党との直接的な関係はない。連邦党や第6代大統領ジョン・クィンシー・アダムズ支持派の国民共和党の系列である。

## 概要
創設者、指導者であるヘンリー・クレイの提唱した経済計画アメリカン・システム（農業、商業、工業を盛んにして国民経済を活発化させるため、農、商、工業のためには農産物を運ぶ道路などのインフラを整備し、商業促進のためには通貨を安定化させる国定銀行を創設し、アメリカ合衆国北東部に集積する工業を保護、育成するためには高い保護関税を課す）を支持し、保護貿易に反対する農業中心の南部の民主党政治家とは対立した。また、民主党が支持したマニフェスト・デスティニーに基づく領土拡張政策にも猛反対し、テキサス併合を巡って民主党と対立した。
1830年代から1840年代にかけて勢いを増し、特に1840年アメリカ合衆国大統領選挙では軍事的英雄のウィリアム・H・ハリソンを大統領候補とし、派手な選挙活動で民主党の現職大統領マーティン・ヴァン・ビューレンを破ることに成功した。ハリソンは風邪をこじらせて就任1か月で死去し、同じくホイッグ党の副大統領ジョン・タイラーが大統領に就任した。しかし南部出身でテキサス併合にも理解を示すタイラーは、経済政策を巡って出身母体のホイッグ党と対立しホイッグ党の政策に拒否権を発動したため、ホイッグはタイラー大統領を除名した。
1840年代はクレイ党首を大統領候補として盛んに活動した。アフリカからの黒人奴隷の問題が深刻化していた時期、ホイッグ党は奴隷反対派を多数抱え、エイブラハム・リンカーン大統領も一時期はホイッグ党に入った。1849年にはザカリー・テイラーを大統領選挙で勝たせたがやはり1年余りで病死し、副大統領ミラード・フィルモアが大統領となった。クレイは奴隷制問題を巡って賛成派と反対派のバランスをとることを模索し、テイラー大統領が反対していた1850年協定を成立させ両者の妥協と当面の連邦崩壊の回避に成功した。しかし北部ホイッグ党員は奴隷制支持派との妥協に失望し、多数の党員が協定成立と前後して離党する。
1850年代には、奴隷制反対派と賛成派の対立が激化し、クレイの死後はまとめる者がなくなった。1854年のカンザス・ネブラスカ法成立で北部のホイッグのほとんどは党を離れ、新たに発足した奴隷制反対派の共和党へ移り、残りはカトリック移民に反発するノウ・ナッシングへ移った。南部ではホイッグは消滅状態になった。1860年には共和党に行かずに残ったホイッグ党員が立憲連合党を結成し、ホイッグ党は消滅した。

## ホイッグ党からのアメリカ大統領
- 第9代 ウィリアム・H・ハリソン (1841)
- 第10代 ジョン・タイラー (1841 - 1845) - タイラーはホイッグ党員として副大統領に選ばれたが、彼の政策は党のほとんどの政策に対立することが明らかになった。また、彼は1841年の大統領就任の数か月後に、党から公式に追放された。
- 第12代 ザカリー・テイラー (1849 - 1850)
- 第13代 ミラード・フィルモア (1850 - 1853)

## 関連する政党
西アフリカ・リベリアのホイッグ党はアメリカのホイッグ党の影響を受けた政党である。
2007年にはアフガン戦争やイラク戦争の退役軍人らが、共和党と民主党の中間にいる多数派を代表する政党がないとしてホイッグ党の名を復活させた「現代ホイッグ党」を結成している。